# بريدة (فئة امداد وتموين)
فئة بريدة هي سفينتين إمداد وتموين بنيت خصيصا للقوات البحرية الملكية السعودية من قبل سن لا سيوتات، مارسيليا علي نمط السفينة الفرنسية دورانس. ويطلق على هذه الفئة اسم بريدة وهي العاصمة الإدارة لمنطقة القصيم. بنيت أول سفينة من هذه الفئة عام 1982، وحملت اسم «902 بريدة». وبنيت آخر فرقاطة من هذه الفئة عام 1983، وتحمل اسم«904 ينبع». ترتكز فئة المدينة على تقديم المساندة للسفن الأخرى في البحر. ويوجد بها مستوصف مزود بعيادة طبية، وعيادة أسنان، ومجهزة بكافة الإعدادات، وغرفة عمليات مجهزة بجميع الأجهزة، وغرفة تنويم للمرضى، وغرفة عزل. وتلحق الخدمات الطبية للقوات المسلحة، أحد الأطباء للعمل على السفينة، عند كل مهمة طويلة الأمد. والسفينة مجهزة لتدريب الضباط والأفراد في الميناء والبحر. وقد قامت السفينة بعدة جولات تدريبية لمساندة التدريب في كلية الملك فهد البحرية.
تخدم سفينة فئة بريدة في الأسطول الغربي في البحر الأحمر. سفينة فئة المدينة مزودة بـ 2 مدافع عيار 40 مم من نوع بوفورس.

## تاريخ
وقد بنيت كل من السفن في حوض بناء السفن لا سيوتات في مرسيليا. أول سفينة من فئة بريدة، نزلت إلى المياه في أبريل 1982، وتم إطلاقها في 22 يناير 1983، ودخلت الخدمة في 29 فبراير 1984. وسفينة ينبع نزلت إلى المياه في عام 1983، وتم إطلاقها في 24 أكتوبر 1984، ودخلت في الخدمة في 29 أغسطس 1985. تم تحديث كل من بريدة وينبع في عقد 2000.

## سفن فئة بريدة
| فئة بريدة |         |              |                      |                 |                  |           |
| العدد     | السفينة | الباني       | البدء في صنع السفينة | نزلت إلى المياه | الدخول في الخدمة | الحالة    |
| 902       | بريدة   | سن لا سيوتات | أبريل 1982           | 22 يناير 1983   | 29 فبراير 1984   | في الخدمة |
| 904       | ينبع    | سن لا سيوتات | 1983                 | 24 أكتوبر 1984  | 29 أغسطس 1985    | في الخدمة |